# Тонкие кивсяки
Тонкие кивсяки:143 (лат. Blaniulidae) — семейство многоножек из отряда кивсяков класса двупарноногих. 

## Описание
Тело тонкое со слабой сегментацией и соотношением длины к толщине около 30:1. По бокам видны отверстия ядовитых желез. Глаза недоразвиты или совсем отсутствуют.
Blaniulidae живут в почве открытой местности. В основном они скапливаются в гниющих растительных остатках, в частности в корнях. Часть видов кормится за счет живых корней, спелых сочных плодов садово-огородных культур, лежащих на поверхности почвы.

## Распространение
Тонкие кивсяки встречаются в Европе, на Ближнем Востоке до Ирана, также распространены на востоке США. 

## Классификация
В семейство включают 46 видов, объединенных в 19 родов:
- Acipes
- Alpiobates
- Archiboreoiulus
- Bilselibates
- Blaniulus
- Boreoiulus
- Choneiulus
- Gomphiocephalus
- Iberoiulus
- Microchoneiulus
- Nopoiulus
- Occitaniulus
- Orphanoiulus
- Proteroiulus
- Sardoblaniulus
- Tarracoblaniulus
- Thassoblaniulus
- Typhloblaniulus
- Vascoblaniulus
- Virgoiulus